# Північний Чхунчхон

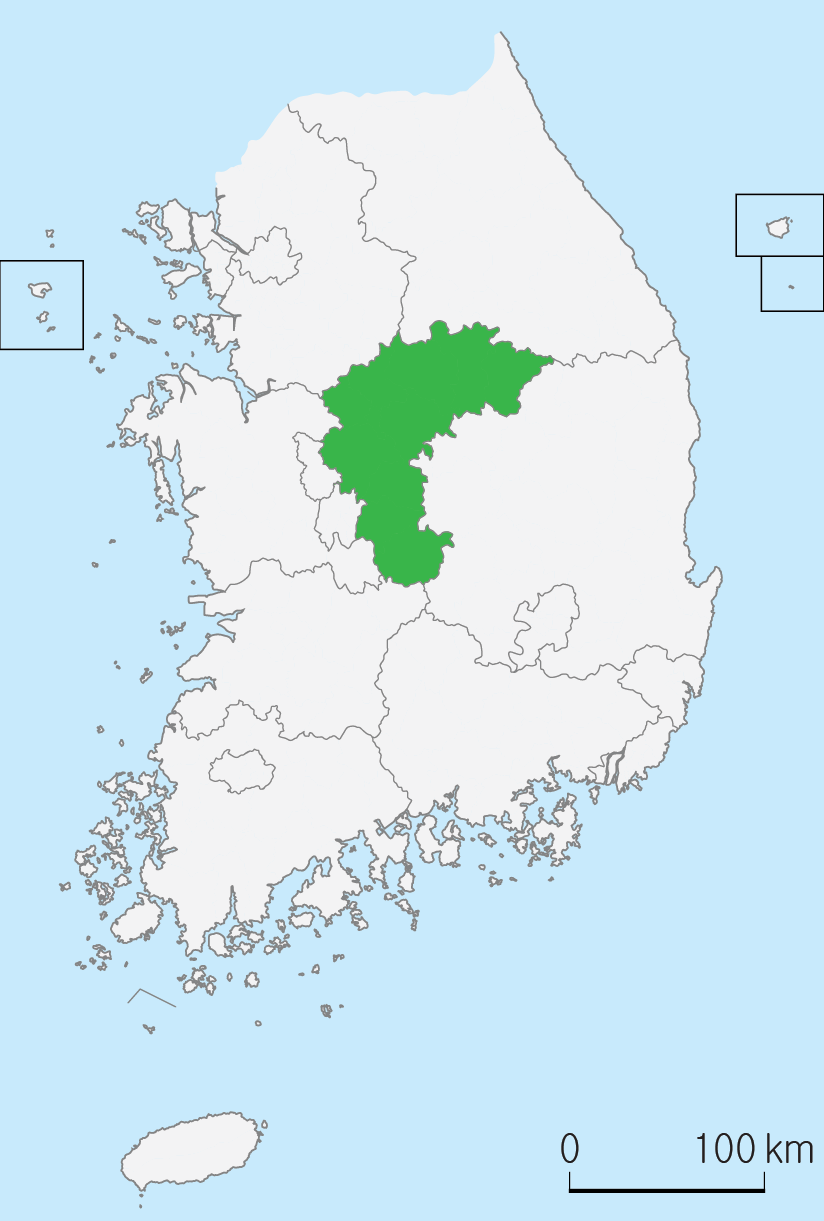
Північна Чхунчхон

Півні́чна прові́нція Чхунчхо́н (кор. 忠清北道, 충청북도, Чхунчхон-пукто) — провінція Республіки Корея. Розташована на півдні Корейського півострова, в центрі Республіки. Утворена 1896 року на основі східної частині історичної провінції Чхунчхон. Скорочена назва — Чхунчхон-Північ (кор. 忠北, 충북, Чхупук).